# Leucetta solida
Leucetta solida är en svampdjursart som först beskrevs av Schmidt 1862.  Leucetta solida ingår i släktet Leucetta och familjen Leucettidae. Inga underarter finns listade i Catalogue of Life.